# Michal Wiezik
Michal Wiezik (ur. 14 czerwca 1979 w Martinie) – słowacki polityk, ekolog i nauczyciel akademicki, poseł do Parlamentu Europejskiego IX i X kadencji.

## Życiorys
W 1997 ukończył szkołę średnią w Martinie, a w 2002 studia z zakresu ekologii stosowanej na Uniwersytecie Technicznym w Zwoleniu. Doktoryzował się na tej uczelni w 2006. Został nauczycielem akademickim na wydziale ekologii i środowiska macierzystego uniwersytetu, doszedł na nim do stanowiska docenta. Przez osiem lat pełnił funkcję prodziekana do spraw nauki. Opracował strategię ochrony wpisanych listę światowego dziedzictwa UNESCO lasów bukowych Karpat.
Dołączył do powstałej w 2018 partii SPOLU, w której zajął się tworzeniem programu w zakresie ochrony środowiska. W wyborach w 2019 z ramienia koalicji PS-SPOLU uzyskał mandat eurodeputowanego IX kadencji. W 2021 przeszedł do Postępowej Słowacji. W 2023 z jej ramienia został wybrany do Rady Narodowej; zdecydował się jednak pozostać członkiem PE. W 2024 z powodzeniem ubiegał się o reelekcję w wyborach europejskich.